# (31805) 1999 NN5
1999 NN5 (asteroide 31805) é um asteroide da cintura principal. Possui uma excentricidade de 0.01989100 e uma inclinação de 20.45150º.
Este asteroide foi descoberto no dia 13 de julho de 1999 por LINEAR em Socorro.